# لايو
لايو, هي مدينة صغيرة متواجدة على جزيرة سانت فنسنت, في أبراشية سانت بطرس. لها مكتب بريد, قسم شرطة, ومكتبة.
لايو تقع على الساحل الغربي لسانت فنسنت والجرينادين, وكانت من أول المستوطنات التي أقامها الفرنسيون, الذين يعتبروا، أول أوروبيين سكنوا جزر سانت فنسنت والجرينادين، في القرن 18. حتى قبل أن يستخدمها الكاريب كمسكن لهم.
أشترى البريطانيون المستعمرة وأنشئو فيها معامل للسكر, وكبرت المستوطنة حول خليج روثلاند.
في عام 1861 يبلغ عدد سكان لايو 140 شخصاً،227 سكنوا في قرية كاودري، في حين أن 333 شخصا يعيشون على فالى روثلاند. على ما تبقى من التركة أكيرز و 5 في الحوزة بارك بالميست.بعد انفجار بركان لاس سوفريير في عام 1902 بيعت العقارات الهامة في المدينة قرب وادي روثلاند. فخصص 450 فدان للاجئين من المناطق المتضررة من جراء الانفجار البركاني. وبدأت تغييرات أخرى تجري في المنطقة. مالك ما تبقى من العقارات واجي روثلاند بدأ في بيع الأراضي لسكان لايو، فبدأالانتقال إلى لايو أعداد أكبر لأن. يريد سكان العقار ويضاف إلى ذلك، للاستفادة من المرافق الاجتماعية، والمدرسة والعيادة والكنيسة وملاعب الكريكيت وغيرها. وأدى ذلك إلى زيادة في عدد سكان لايو وأيضا توسيع المدينة، لأن العديد من القرى الصغيرة والمستوطنات العقارات أصبحت في نهاية المطاف جزء من مدينة.